# Friedrich Hochbaum
Friedrich Hochbaum (7 de agosto de 1894 - 28 de enero de 1955) fue un general alemán durante la II Guerra Mundial. Fue condecorado con la Cruz de Caballero de la Cruz de Hierro con Hojas de Roble de la Alemania Nazi. Hochbaum se rindió a las tropas soviéticas en mayo de 1945 y murió en cautividad en enero de 1955.

## Condecoraciones

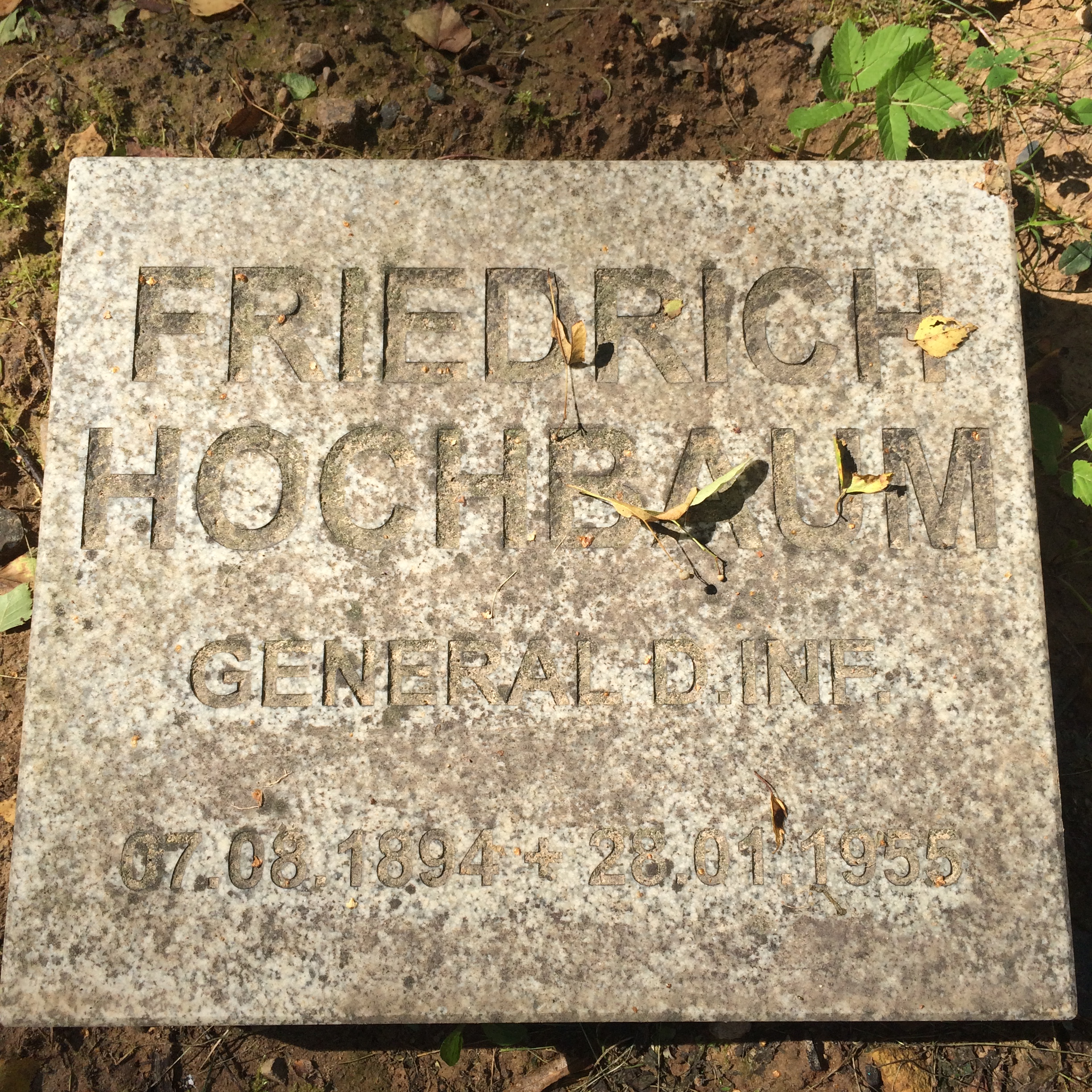

- Cruz de Hierro (1914) 2ª Clase (10 de octubre de 1914) & 1ª Clase (5 de agosto de 1916)[1]
- Broche de la Cruz de Hierro (1939) 2ª Clase (3 de julio de 1941) & 1ª Clase (21 de agosto de 1941)[1]
- Cruz Alemana en Oro el 25 de abril de 1942 como Oberst en el Infanterie-Regiment 253[2]
- Cruz de Caballero de la Cruz de Hierro con Hojas de Roble
  - Cruz de Caballero el 22 de agosto de 1943 como Generalleutnant y comandante de la 34. Infanterie-Division[3]
  - Hojas de Roble el 4 de junio de 1944 como Generalleutnant y comandante de la 34. Infanterie-Division[4]